# Алатырцев, Владимир Иванович
Владимир Иванович Алатырцев (1908—1964) — русский советский поэт, переводчик, журналист, фронтовой корреспондент, педагог. Член Союза писателей СССР.

## Биография
Из крестьян. Рано лишился родителей. В 1939 году окончил Чувашский педагогический институт в Чебоксарах. После окончания института работал сельским учителем в начальных и средних школах Чувашии. В 1939—1941 годах — преподаватель Чувашского государственного педагогического института, читал лекции по русской литературе и методике преподавания литературы. Однако, начавшаяся война, не дала развернуться его научной деятельности в институте.
Участник Великой Отечественной войны с 1941 года. В качестве командира пулемётного взвода и специального корреспондента армейской газеты находился на фронтах до самой победы над врагом, прошёл боевой путь от Подмосковья до Восточной Пруссии.
До 1958 года служил корреспондентом армейской газеты. После войны жил в г. Рига, возглавлял секцию русскоязычных писателей Союза писателей Латвии, не прерывал связи с Чувашией, переводил произведения чувашских писателей на русский язык. Перевёл на русский язык произведения чувашских поэтов К. В. Иванова, С. В. Эльгера, М. К. Сеспеля, Н. Ф. Евстафьева и др., а также классиков латышской литературы.

## Творчество
Публиковался с 1937 года.
В первые дни войны пишет стихи: «Священная война», «Песня народного ополчения», «Фронт и тыл», «Мать и сын» и др.
В 1941 году вышел первый сборник его стихов «Весна в Засурье», в 1944 году — сборник «Фронтовая тетрадь», в 1946 году — «Голос сердца». Поэма «Ленин в Риге», основанная на историческом материале, рисует приезд В. И. Ленина в Ригу в 1900 г. Сборник стихов «От имени поколения» (1958) посвящён дружбе народов, мотивам труда и мира, комсомольским традициям 1920-х годов.
Основные мотивы поэзии – гражданственность, патриотизм, любовь к Отчизне. Творчество поэта отличается лаконичностью, лиризмом, героическим пафосом.

## Избранные сборники
- «Весна в Засурье». Стихи, Чебоксары. 1941,
- «Стихи», 1949,
- «Горный перевал». Стихи. Латвийское госуд. изд-во, Рига,
- «В родном краю», Латвийское госуд. изд-во, Рига, 1952
- «Всё, что сердце имело». Чебоксары: Чуваш.книжное изд-во,
- «Суравлейка». Избранные стихи. Чебоксары: Чуваш.кн.изд-во, 1984
- «Ясень»,
- «По тропам юности». Рига: Латвийское кн. изд-во, 1961

## Награды
- Медаль «За трудовое отличие» (1956)[1].
- За участие в боях был награждён орденами Отечественной войны первой степени, Красной Звезды и несколькими медалями.